# دودمان (مجموعه تلویزیونی ۲۰۱۷)
دودمان (به انگلیسی: Dynasty) یک مجموعه تلویزیونی آمریکایی در ژانر سریال آبکی است. این مجموعه بر پایه مجموعه دودمان ساخته شده‌است.